# Villa Victorson
Villa Victorson är belägen vid Mazarinvägen 17 i Sköndal i södra Stockholm. Huset ritades 1958 av arkitekterna och äkta paret Hanna Victorson och Roy Victorson och uppfördes 1959–1960. Fastigheten är blåmärkt av Stockholms stadsmuseum vilket innebär "synnerligt högt kulturhistoriskt värde". Fastigheten ligger i korsningen av Bagargränd och Mazarinvägen och hade ursprungligen adressen Bagargränd 1.
Under slutet av 1950-talet och början av 1960-talet levde arkitekterna Hanna och Roy Victorson i Sköndal. De ritade då bland annat blomsterkiosken vid Skogskyrkogårdens norra infart men också ett antal Sköndalsvillor varav de kom att bo i en.

## Byggnadsbeskrivning
Villa Victorsons arkitektur är strikt med tydliga byggnadsvolymer. Huset består av två huskroppar som ligger omlott. Fastigheten har pulpettak i koppar; fasaden är av gult tegel. Fastigheten har ett flertal pivothängda fönster; fönsterblecken är av koppar. 
Interiören består av fem halva våningsplan varav den översta våningen utgörs av en entresol integrerad i det största av de två vardagsrummen. Trapporna och rummens öppna planlösning avgränsas med svarta smidesräcken.
Vid millennieskiftet kompletterades Villa Victorsons trädgårdstomt med en kaklad utomhuspool.
Både interiörer och exteriörer har förekommit i flera filminspelningar, utöver ett antal reklamfilmer syns poolen och villans södra fasader i första scenen i filmen Det hände i Sköndal och The Soundtrack of Our Lives har spelat in en musikvideo i det tidstypiskt kaklade garaget. 